# アレクサンドル・シャドリン
アレクサンドル・シャドリン (ラテン文字:Aleksandr Shadrin、ウズベク語: Александр Шадрин、1988年9月4日 - 2014年6月21日) は、ウズベキスタン・ムバレク出身のプロサッカー選手である。ポジションはFW。

## 概要
ウズベク・ソビエト社会主義共和国領内のムバレクにおいてロシア人の両親の間に生まれた。よって、シャドリンはウズベキスタンとロシアの二重国籍者である。
2010年、ウズベク・リーグに所属していたマシュアル・ムバレクと契約しプロサッカー選手となった。マシュアル・ムバレクでは19試合に出場し1 ゴールを挙げた。2011年、ナフバホール・ナマンガンに1年契約で移籍した。
2014年6月21日、タシュケントで25歳の若さで死去した。胃潰瘍の手術中の出来事であった。

## ウズベキスタン代表
2011年、ウズベキスタン代表として初出場を果たした。2012年2月29日に行われた2014 FIFAワールドカップ・アジア3次予選の日本戦（豊田スタジアム）において代表初得点を決め、ウズベキスタン代表を勝利に導いた。この勝利でチームは3次予選首位通過で最終予選へ進出している。

### 代表における得点
最終更新日: 2012年2月29日
| # | 日時       | 場所                       | 相手 | スコア | 結果 | 大会                                   |
| - | ---------- | -------------------------- | ---- | ------ | ---- | -------------------------------------- |
| 1 | 2012-02-29 | 日本、豊田、豊田スタジアム | 日本 | 0–1    | 0–1  | 2014 FIFAワールドカップ・アジア3次予選 |